# Kupferberg
Kupferberg ist eine Stadt im oberfränkischen Landkreis Kulmbach in Bayern. Mit etwa 1050 Einwohnern ist sie eine der kleinsten Städte Deutschlands.

## Geographie

### Lage
Kupferberg liegt zwischen Frankenwald und Fichtelgebirge.

### Gemeindegliederung
Es gibt fünf Gemeindeteile (in Klammern ist der Siedlungstyp angegeben):
- Dörnhof (Weiler)
- Kupferberg (Hauptort)
- Schallerhof (Einöde)
- Schmölz (Weiler)
- Unterbirkenhof (Weiler)

Die Einöden Kreuzermühle und Straßenwirtshaus zählen zum Gemeindeteil Kupferberg, Kreuzermühle ist mittlerweile zur Wüstung geworden.
Es gibt auf dem Gemeindegebiet nur die Gemarkung Kupferberg. Sie hat eine Fläche von 8,285 km² und ist in 1534 Flurstücke aufgeteilt, die eine durchschnittliche Flurstücksfläche von 5401 m² haben.

## Geschichte

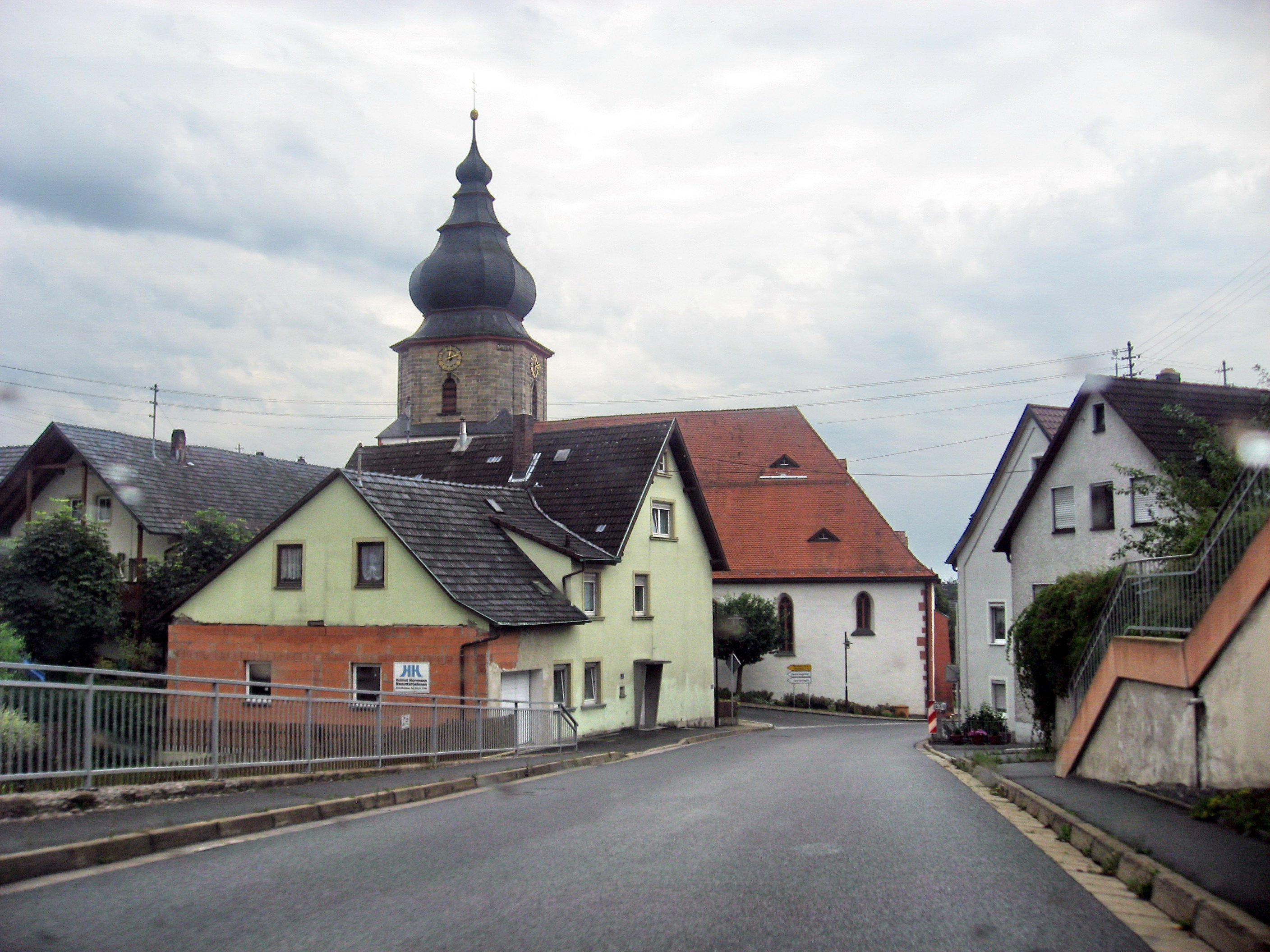
Kupferberg

Der Ort wurde im Jahr 1313 als „de Monte Cupri“ erstmals urkundlich erwähnt. Er wurde nach dem Berg benannt, in dem es Kupferadern gab. Der Bamberger Bischof Heinrich II. von Sternberg verlieh im Jahr 1326 die Stadtrechte. Damals lebten dort über 3000 Menschen. Im Bergbau waren rund 1700 Bergknappen beschäftigt. In Kupferberg wurden zeitweise Kupfergehalte von 15 % gefördert, was auch heute noch als eine der herausragenden Kupfer-Mineralisierungen in Europa gilt.
Gegen Ende des 18. Jahrhunderts bestand Kupferberg aus 127 Anwesen. Das Hochgericht übte das bambergische Centamt Marktschorgast. Die Dorf- und Gemeindeherrschaft hatte der Rat von Kupferberg. Grundherren waren
- das bambergische Kastenamt Stadtsteinach: Oberamtshaus, Amtsschreiberhaus, Amtsbotenhaus, Bergamtshaus, 4 Häuser;
- die Stadt Kupferberg: Rathaus, Stadtkämmerei, Fronveste, 3 Torhäuser, Brauhaus, Hirtenhaus, 2 Wirtshäuser, Schmiede, Badstube, 91 Häuser;
- die Pfarrei Kupferberg: Kirche, 2 Häuser;
- die Mittelmesse Kupferberg: 1 Haus;
- die Frühmesse Kupferberg: 1 Gütlein;
- die Schule: 1 Schulhaus;
- das Spital Kupferberg: Hofstatt, Mühle, 1 Gut, 1 Gütlein, 3 Häuser;
- J. P. Raulino in Bamberg: Vitriolbergwerk St. Martin und Concordia mit 5 Häusern.[9]

Mit dem Reichsdeputationshauptschluss von 1802 gehörte Kupferberg zum Herzogtum Bayern. Mit dem Gemeindeedikt wurde 1811 der Steuerdistrikt Kupferberg gebildet. Zu diesem gehörten Drahtmühle, Erlenmühle, Ludwigschorgast und Unterbirkenhof. Zugleich entstand die Ruralgemeinde Kupferberg, die deckungsgleich mit dem Steuerdistrikt war. Sie war in Verwaltung und Gerichtsbarkeit dem Landgericht Kulmbach zugeordnet und in der Finanzverwaltung dem Rentamt Kulmbach. Ein Jahr später entstand der Steuerdistrikt und die Ruralgemeinde Ludwigschorgast, zu dem bzw. zu der Drahtmühle und Erlenmühle gehörten. Am 1. Oktober 1840 wurde Kupferberg an das Landgericht Stadtsteinach und dem Rentamt Stadtsteinach überwiesen, 1919 in Finanzamt Stadtsteinach umbenannt. Ab 1862 gehörte Kupferberg zum Bezirksamt Stadtsteinach, 1939 in Landkreis Stadtsteinach umbenannt. Die Gerichtsbarkeit blieb beim Landgericht Stadtsteinach, 1879 in Amtsgericht Stadtsteinach umgewandelt. Seit dem 1. Juli 1972 gehört Kupferberg zum Landkreis Kulmbach.

## Einwohnerentwicklung
Im Zeitraum von 1988 bis 2018 sank die Einwohnerzahl von 1150 auf 1049 um 101 bzw. um 8,8 %. Am 31. Dezember 1996 hatte Kupferberg 1214 Einwohner.
Gemeinde Kupferberg
| Jahr      | 1819   | 1840   | 1852   | 1861   | 1867   | 1871   | 1875   | 1880   | 1885   | 1890   | 1895   | 1900   | 1905   | 1910   | 1919   | 1925   | 1933   | 1939   | 1946   | 1950   | 1961   | 1970   | 1987   | 2007   | 2010   | 2015   | 2021   |
| Einwohner | 705    | 930    | 895    | 855    | 899    | 872    | 851    | 868    | 845    | 849    | 837    | 822    | 777    | 785    | 826    | 844    | 898    | 898    | 1155   | 1177   | 1083   | 1131   | 1148   | 1070   | 1032   | 1030   | 1047   |
| Häuser    |        |        |        |        |        | 136    |        |        | 125    | 136    |        | 136    |        |        |        | 132    |        |        |        | 169    | 200    |        | 302    |        |        | 358    | 370    |
| Quelle    | [ 12 ] | [ 13 ] | [ 13 ] | [ 14 ] | [ 15 ] | [ 16 ] | [ 17 ] | [ 18 ] | [ 19 ] | [ 20 ] | [ 13 ] | [ 21 ] | [ 13 ] | [ 22 ] | [ 13 ] | [ 23 ] | [ 13 ] | [ 13 ] | [ 13 ] | [ 24 ] | [ 25 ] | [ 26 ] | [ 27 ] | [ 28 ] | [ 28 ] | [ 28 ] | [ 29 ] |

Ort Kupferberg
| Jahr      | 001818 | 001819 | 001861 | 001871 | 001885 | 001900 | 001925 | 001950 | 001961 | 001970 | 001987 |
| Einwohner |        | 705    | 835    | 853    | 827    | 804    | 825    | 1149   | 1062   | 1073   | 1100   |
| Häuser    | 134    |        |        |        | 132    | 133    | 129    | 166    | 197    |        | 290    |
| Quelle    | [ 10 ] | [ 12 ] | [ 14 ] | [ 16 ] | [ 19 ] | [ 21 ] | [ 23 ] | [ 24 ] | [ 25 ] | [ 26 ] | [ 27 ] |

## Politik

### Stadtrat und Bürgermeister
Der Stadtrat hat 12 Mitglieder.  Zusätzlich gehört ihm der Erste Bürgermeister an. Bei der Kommunalwahl am 15. März 2020 wurde folgendes Ergebnis erreicht:
- Christlich-Soziale Union in Bayern (CSU) – 5 Sitze (Stimmenanteil 40,2 %)
- Sozialdemokratische Partei Deutschlands (SPD) – 2 Sitze (18,9 %)
- Unabhängige Kupferberger Wähler UKW e. V. – 5 Sitze (40,9 %)

Bürgermeister ist seit 2020 Harald Michel (Unabhängige Kupferberger Wähler). Er wurde im ersten Wahlgang mit 59,6 % der gültigen Stimmen gewählt und konnte sich gegen seinen Mitbewerber Karl Schott von der CSU durchsetzen. Vorgänger war ab 2016 Alfred Kolenda (Unabhängige Kupferberger Wähler), ab 2014 amtierte Hans Joachim Hösch (CSU), der am 15. September 2015 nach langer Krankheit starb. Dessen Vorgänger war Herbert Opel (CSU/Freie Bürger).

### Verwaltung
Die Gemeinde ist Mitglied der Verwaltungsgemeinschaft Untersteinach.

### Wappen und Flagge
Wappen
| Wappen Stadt Kupferberg | Blasonierung: „Gespalten von Gold und Rot; vorne ein linksgewendeter, mit einer silbernen Schräglinksleiste überdeckter, rot bewehrter schwarzer Löwe; hinten schräg gekreuzt ein silberner Stößel und ein silberner Kupferhammer mit goldenen Stielen.“ |
| Wappen Stadt Kupferberg | Wappenbegründung: Der Name Kupferberg bedeutet Siedlung am Berg, aus dem Kupfer gewonnen wird und weist damit auf den Kupferbergbau hin. Seit 1364 ist ein Siegel überliefert, das im Schild den Löwen des Bistums Bamberg enthält. Ab 1592 ist der Schild gespalten, vorne steht der bambergische Löwe, hinten sind zwei gekreuzte Bergbaugeräte. Eine farbige Darstellung des Wappens ist in der Vasallentafel von 1603 überliefert. Bei der Wappenrevision von 1819 wurde das Wappen geändert. In der vorderen Schildhälfte standen schräg gekreuzt ein Hammer und ein Meißel in schwarzem Feld, hinten die bayerischen Landesfarben Silber und Blau. Seit der Mitte des 19. Jahrhunderts verwendete man in den Dienstsiegeln wieder das Wappen in der Form von 1592. 1954 wurde das Wappen in seiner jetzigen Form bestätigt. |

Flagge
Die Gemeindeflagge ist schwarz-gelb.

## Kultur und Sehenswürdigkeiten

### Museen
- Bergbaumuseum Kupferberg, Vermittlung der Kupferberger Bergbaugeschichte

### Baudenkmäler
- St. Katharina (Kupferberg), Krankenhauskapelle
- St. Vitus (Kupferberg), Stadtpfarrkirche
- Sebastian-Kapelle zu Kupferberg, 1824 neu errichtet

### Bodendenkmäler
- Turmhügel Schlössle

### Naturdenkmäler
- Der 589 Meter hohe Magnetberg Peterleinstein zwischen Kupferberg und Marktleugast ragt markant aus dem Wald heraus. Eine Besonderheit sind seltene Pflanzen, die dort zu finden sind. Der Berg besteht aus grünlichem Serpentinit, einem sehr basischen Gestein, auf dem nur karge Vegetation gedeiht, außerdem ist es magnetisch.[33]

## Verkehr
Die Bundesstraße 289 führt an Ludwigschorgast vorbei zur Bundesstraße 303 (2,3 km südwestlich) bzw. an Mannsflur vorbei nach Marktleugast (5,2 km nordöstlich). Die  Kreisstraße KU 20 führt an Birkenhof vorbei nach Neufang (2,7 km südöstlich). Gemeindeverbindungsstraßen verbinden mit Streichenreuth (1,6 km nordöstlich) und mit Dörnhof (1,4 km östlich). Eine Anliegerstraße führt nach Unterbirkenhof (0,9 km südlich).

## Söhne und Töchter der Stadt
- Gottfried Joseph Gabriel Findel (1828–1905), freimaurerischer Schriftsteller.
- Peter Zeidler genannt Hofmann (1525–1593), Handelsmann für Juwelen mit weitreichenden Geschäftsverbindungen.
- Sascha Opel (1972- ), Investor, Verleger und ehemaliger Chefredakteur "Der Aktionär"